# Chemin Grenier
Chemin Grenier est une petite ville commerçante de l'île Maurice située dans le district de Savanne. C'est le bourg le plus animé et le plus important du sud du district.